# Костин, Николай Иванович
Николай Иванович Костин (30 октября 1946 года — 7 марта 1996 года) — механизатор колхоза имени Макарова Одинцовского района Московской области, полный кавалер Ордена Трудовой Славы.
Родился 30 октября 1946 года в деревне Болотцы Касимовского района Рязанской области, получил среднее образование.
Работал механизатором колхоза имени Макарова Одинцовского района Московской области.
Делегат XXIV съезда КПСС (1971 год).
Умер 7 марта 1996 года, похоронен на кладбище села Саввинская Слобода.

## Награды
- Орден Трудовой Славы I степени (1990) — за достижение высоких результатов в производстве, продаже и переработке сельскохозяйственной продукции на основе применения прогрессивных технологий и передовых методов организации труда[1]
- Орден Трудовой Славы II степени (1979)[2]
- Орден Трудовой Славы III степени (1975)[3]